# 八月的星期天
《八月的星期天》（法語：Dimanches d'août）是法国作家、2014年诺贝尔文学奖得主帕特里克·莫迪亚诺的一部长篇小说，伽利玛出版社出版于1986年。

## 分析
通过寻找、回忆和探索，将小说的视野转回到从前的岁月，描写“消逝”的过去；也善于运用象征手法，通过某一形象表现出深远含义。